# Ritratto della moglie di Becuccio Bicchieraio
Il Ritratto della moglie di Becuccio Bicchieraio (o Ritratto della moglie di Domenico da Gambassi) è un'opera a olio su tavola dell'artista italiano Andrea del Sarto, verosimilmente parte della perduta predella della Pala di Gambassi, insieme al ritratto del marito. Oggi l'opera è custodita, insieme al suo pendant, nella Art Institute of Chicago (Stati Uniti d'America).

## Storia

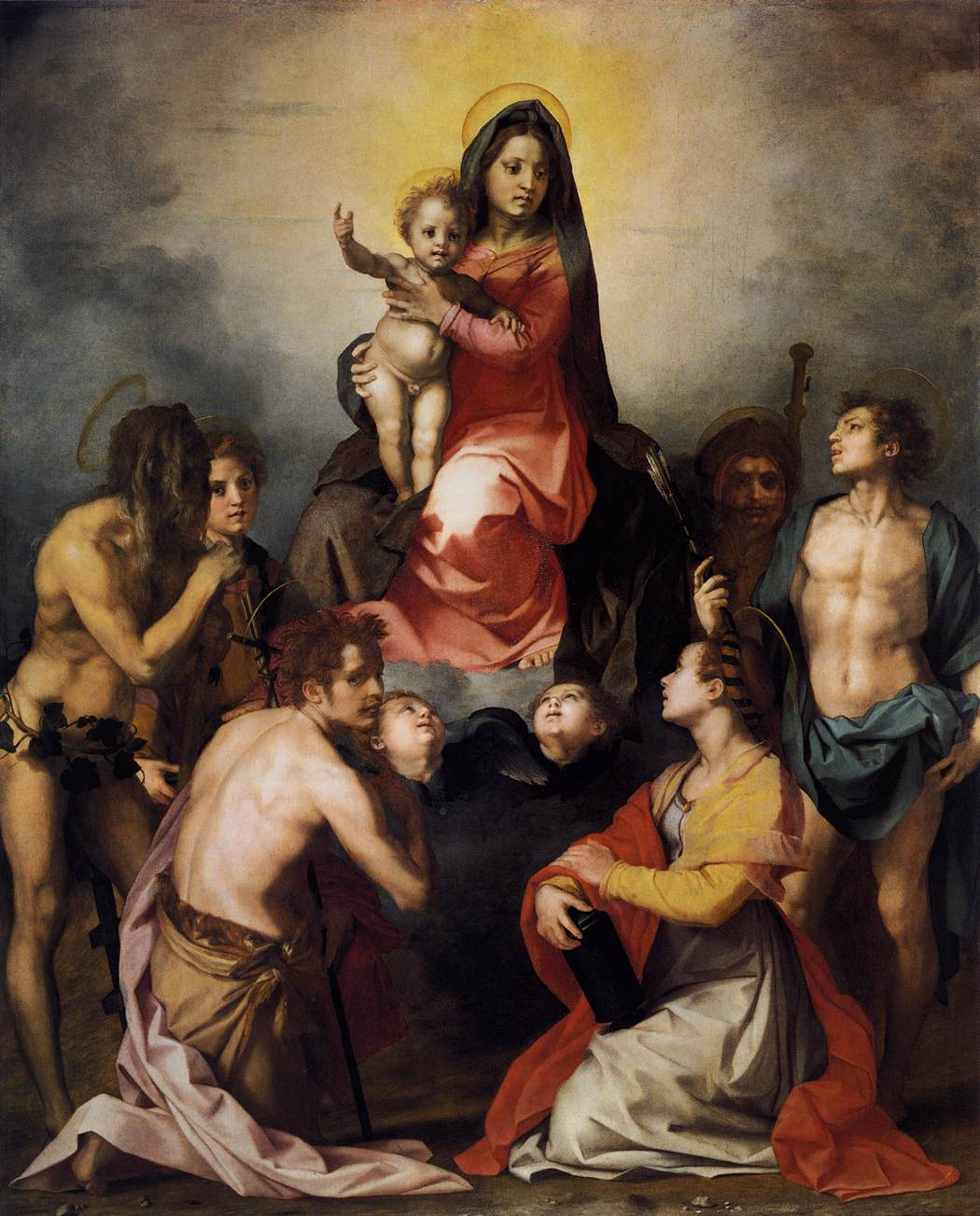
Pala di Gambassi, opera di Andrea del Sarto (Galleria Palatina di Palazzo Pitti, Firenze, Italia)

L'opera venne realizzata da Andrea del Sarto nell'ultima fase della sua vita, tra il 1525 e il 1526 circa. Il ritratto venne dipinto a Firenze dopo il soggiorno dell'artista a Luco di Mugello e venne creato per essere incorporato, insieme al Ritratto di Becuccio Bicchieraio, nella predella della Pala di Gambassi, commissionata proprio dal marito della donna ritratta, ovvero Becuccio Bicchieraio, ch'era amico dell'artista e veniva chiamato così per la professione di bicchieraio (vetraio). Notizie riguardanti la sua realizzazione sono anche riportate da Giorgio Vasari nelle sue Vite (1568), nelle quali scrisse che:
(Giorgio Vasari, nella Vita d'Andrea del Sarto eccellentissimo pittore fiorentino)

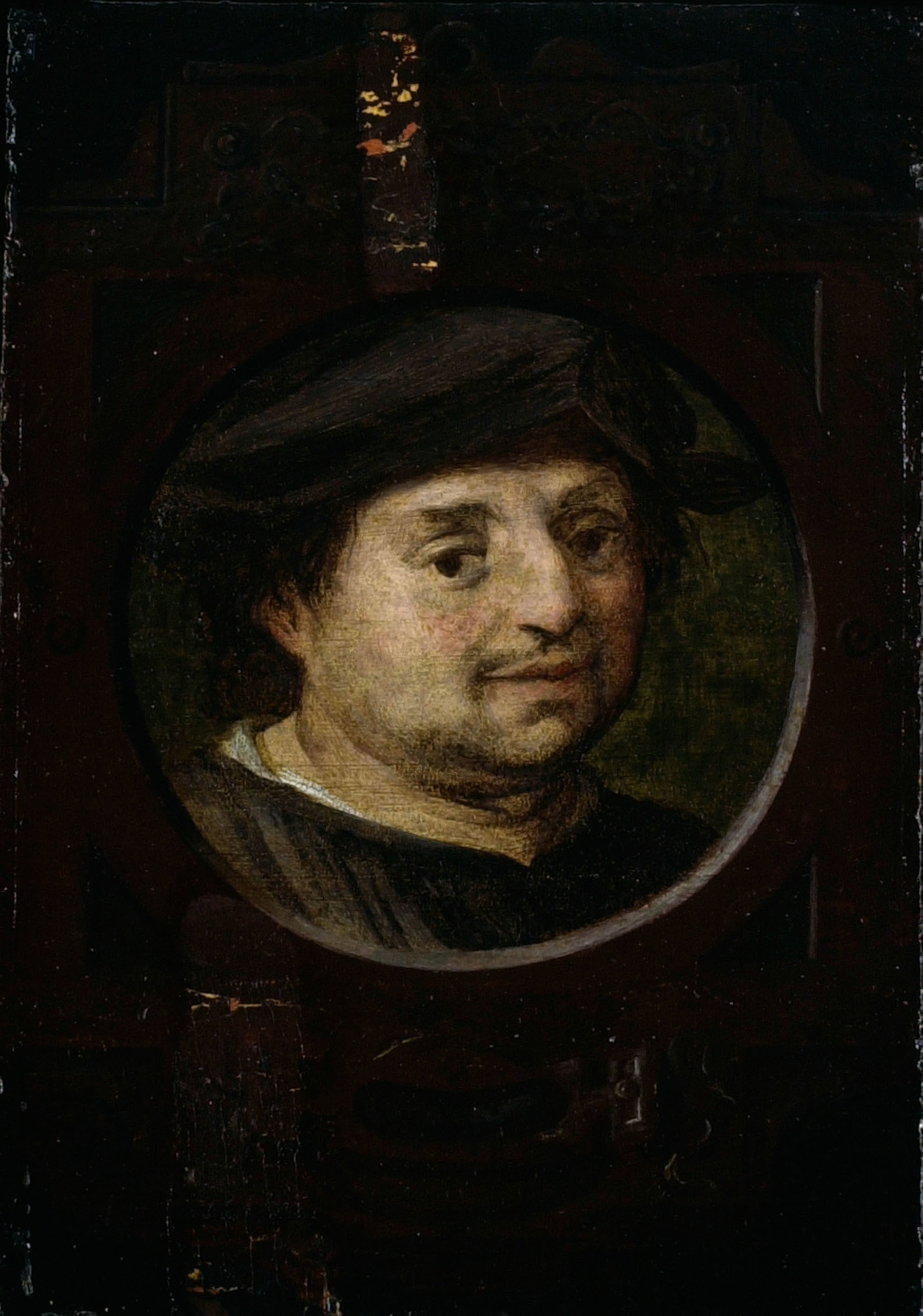
Ritratto di Becuccio Bicchieraio, opera di Andrea del Sarto (Art Institute of Chicago, Chicago, Stati Uniti d'America)

La pala d'altare rimase nella Chiesa dei Santi Lorenzo e Onofrio di Gambassi dal 1525-26 a non oltre il 1637, quando confluì nelle collezioni della famiglia Medici di Palazzo Pitti, dove la pala è tutt'oggi custodita. I due piccoli ritratti dovettero probabilmente finire nella Villa medicea di Poggio Imperiale con Leopoldo de' Medici verso il 1655, poiché identificabili in due inventari di quell'anno e del 1692, nei quali vengono così descritti:
Le misure descritte negli inventari seicenteschi corrispondono fortemente, sebbene qui vengano confusi come un autoritratto dello stesso Andrea del Sarto e di un ritratto di sua moglie. Ma dal XVII secolo in poi non si sa più nulla dei due ritratti fino al XX secolo. Vennero venduti tramite il mercato dell'arte di New York (Stati Uniti d'America) e acquistati nel 1963 dalla Sig.ra Murray S. Danforth di Providence, in Rhode Island. Poco dopo, già nel 1964 fu la stessa Danforth a donare i due ritratti all'Art Institute of Chicago, dove sono custoditi tutt'oggi.

## Descrizione
L'opera è un dipinto a olio su tavola che misura 22.5 cm in altezza e 15.9 cm in lunghezza.
Era parte di una predella e da questo si devono le sue piccole dimensioni, che ne fanno una miniatura.
Il ritratto della donna è racchiuso in un piccolo tondo, su uno sfondo verde. Il viso è posto di ¾ verso sinistra ed è tondo, di una donna in carne. Il naso è corto e tondeggiante, le labbra sottili e le sopracciglia sottilissime, appena visibili. La donna ha i capelli castani raccolti in una cuffia bianca e indossa un abito bianco con maniche azzurre e a sbuffo. La donna ha un laccio nero intorno al collo che le ricade in avanti sul petto, probabilmente il laccio di un medaglione o un ciondolo.
Nel ritratto in questione è ben visibile l'imprimitura nella zona dello sfondo, che appare molto abbozzato, ma in generale l'esecuzione pittorica lascia intravedere lo strato sottostante in più punti.